# Марика Матеска
Марика Матеска (на македонска литературна норма: Марика Матеска) е съдийка от Северна Македония.

## Биография
Родена е на 7 декември 1958 година в столицата на Народна република Македония Скопие. Завършва право в Юридическия факултет на Скопския университет на 23 юни 1982 година. Работи като стажантка в Окръжния съд в Скопие от 1 декември 1982 година. След полагане на правосъден изпит на 14 декември 1983 година, работи като сътрудник в Окръжния съд в Скопие. След това е избрана за съдия в Общински съд Скопие I на 9 ноември 1987 година. До 1995 година се занимава с наказателни дела, а до юни 2004 - с граждански. На 7 юли 1999 година защитава магистратура в Юридическия факултет в Скопие на тема „Позволени и непозволени начини за прибавяне на доказателства в наказателното производство“. На 15 юни 2004 година е избрана за съдия в Апелационния съд в Скопе, където продължава да се занимава с граждански дела. Преподава в Академията за съдии и прокурори от 2007 година. На 7 юни 2011 година защитава докторат по сигурност в Полицейската академия в Скопие на тема „Организираната престъпност в Република Македония и методите за борба с нея“. На 25 декември 2012 година Съдебният съвет я избира за съдийка във Върховния съд на Република Македония.